# Sociedad de Lingüística Aragonesa
La Sociedad de Lingüística Aragonesa o SLA (en aragonés Sociedat de Lingüistica Aragonesa,  según las normas de la propia organización) es una asociación que se dedica a la promoción de la lengua aragonesa y en especial del ribagorzano. Se fundó en 2004.
La SLA se presenta como una alternativa al trabajo del Consello d'a Fabla Aragonesa (CFA) y de Nogará, las  cuales, según la SLA, presentarían grandes carencias de rigor. La SLA elabora una codificación del aragonés y del ribagorzano, conocida habitualmente como grafía SLA, que es un modelo diferente de la grafía de Huesca promocionada, entre otras asociaciones, por el Consello d'a Fabla Aragonesa y a la de la Academia del Aragonés. La grafía SLA se basa en las normas de las otras lenguas románicas como el catalán y el occitano. Es para ellos, la base de una posible estandarización futura del aragonés que sería una alternativa al modelo de "aragonés común", considerado artificial por el SLA. De la misma manera se pronuncian en contra de la Academia del Aragonés, surgida del II Congreso de la Aragonesa, cuyos postulados tampoco comparten.
La SLA edita la revista De Lingva Aragonensi. Los lingüistas de la SLA participan regularmente en varios coloquios y revistas internacionales de lingüística.[cita requerida]
El presidente actual de la SLA, tras José Antonio Saura Rami y Chusé Raúl Usón, es Xavier Tomás Arias.
- Datos: Q2746865